# Copa Colsanitas 2024 - Qualificazioni singolare
Le qualificazioni del singolare della Copa Colsanitas 2024 sono un torneo di tennis preliminare per accedere alla fase finale della manifestazione. Le vincitrici dell'ultimo turno sono entrate di diritto nel tabellone principale. In caso di ritiro di una o più giocatrici aventi diritto a queste sono subentrate le lucky loser, ossia le giocatrici che hanno perso nell'ultimo turno ma che avevano una classifica più alta rispetto alle altre partecipanti che avevano comunque perso nel turno finale.

## Teste di serie
1. Suzan Lamens (ultimo turno)
2. Natalija Stevanović (ultimo turno)
3. Katarina Zavac'ka (qualificata)
4. Iryna Šymanovič (qualificata)
5. Dalila Jakupovič (primo turno)
6. Carol Zhao (primo turno)

1. Elvina Kalieva (primo turno)
2. Marina Stakusic (qualificata)
3. Harmony Tan (ultimo turno)
4. You Xiaodi (qualificata)
5. Anca Todoni (qualificata)
6. Nuria Brancaccio (qualificata)

## Qualificate
1. Nuria Brancaccio
2. You Xiaodi
3. Katarina Zavac'ka

1. Iryna Šymanovič
2. Marina Stakusic
3. Anca Todoni

## Tabellone

### Legenda
| - Q = Qualificato - WC = Wild card - LL = Lucky loser | - ALT = Alternate - SE = Special Exempt - PR = Protected Ranking | - w/o = Walkover - r = Ritirato - d = Squalificato |

### Sezione 1
|  | Primo turno | Primo turno         | Primo turno         | Primo turno | Primo turno |  |  | Ultimo turno | Ultimo turno     | Ultimo turno     | Ultimo turno | Ultimo turno |  |
|  |             |                     |                     |             |             |  |  |              |                  |                  |              |              |  |
|  | 1           | Suzan Lamens        | Suzan Lamens        | 6           | 6           |  |  |              |                  |                  |              |              |  |
|  | WC          | María Torres Murcia | María Torres Murcia | 0           | 3           |  |  | 1            | Suzan Lamens     | Suzan Lamens     | 2            | 1            |  |
|  |             | Whitney Osuigwe     | Whitney Osuigwe     | 2           | 1           |  |  | 12           | Nuria Brancaccio | Nuria Brancaccio | 6            | 6            |  |
|  | 12          | Nuria Brancaccio    | Nuria Brancaccio    | 6           | 6           |  |  |              |                  |                  |              |              |  |

### Sezione 2
|  | Primo turno | Primo turno         | Primo turno         | Primo turno | Primo turno |  |  | Ultimo turno | Ultimo turno        | Ultimo turno        | Ultimo turno | Ultimo turno |  |
|  |             |                     |                     |             |             |  |  |              |                     |                     |              |              |  |
|  | 2           | Natalija Stevanović | Natalija Stevanović | 6           | 6           |  |  |              |                     |                     |              |              |  |
|  |             | Victoria Hu         | Victoria Hu         | 0           | 1           |  |  | 2            | Natalija Stevanović | Natalija Stevanović | 1            | 4            |  |
|  | WC          | María Sánchez Uribe | María Sánchez Uribe | 1           | 1           |  |  | 10           | You Xiaodi          | You Xiaodi          | 6            | 6            |  |
|  | 10          | You Xiaodi          | You Xiaodi          | 6           | 6           |  |  |              |                     |                     |              |              |  |

### Sezione 3
|  | Primo turno | Primo turno        | Primo turno        | Primo turno | Primo turno |  |  | Ultimo turno | Ultimo turno      | Ultimo turno | Ultimo turno | Ultimo turno |  |
|  |             |                    |                    |             |             |  |  |              |                   |              |              |              |  |
|  | 3           | Katarina Zavac'ka  | Katarina Zavac'ka  | 6           | 7           |  |  |              |                   |              |              |              |  |
|  |             | Victoria Rodríguez | Victoria Rodríguez | 1           | 5           |  |  | 3            | Katarina Zavac'ka | 0            | 6            | 6            |  |
|  |             | Jana Kolodynska    | 6                  | 63          | 4           |  |  | 7            | Elvina Kalieva    | 6            | 3            | 3            |  |
|  | 7           | Elvina Kalieva     | 1                  | 7           | 6           |  |  |              |                   |              |              |              |  |

### Sezione 4
|  | Primo turno | Primo turno         | Primo turno      | Primo turno | Primo turno |  |  | Ultimo turno | Ultimo turno    | Ultimo turno    | Ultimo turno | Ultimo turno |  |
|  |             |                     |                  |             |             |  |  |              |                 |                 |              |              |  |
|  | 4           | Iryna Šymanovič     | 3                | 6           | 6           |  |  |              |                 |                 |              |              |  |
|  | WC          | María Paulina Pérez | 6                | 1           | 0           |  |  | 4            | Iryna Šymanovič | Iryna Šymanovič | 6            | 6            |  |
|  |             | Katarina Kozarov    | Katarina Kozarov | 0           | 0           |  |  | 9            | Harmony Tan     | Harmony Tan     | 4            | 3            |  |
|  | 9           | Harmony Tan         | Harmony Tan      | 6           | 6           |  |  |              |                 |                 |              |              |  |

### Sezione 5
|  | Primo turno | Primo turno      | Primo turno      | Primo turno | Primo turno |  |  | Ultimo turno | Ultimo turno    | Ultimo turno    | Ultimo turno | Ultimo turno |  |
|  |             |                  |                  |             |             |  |  |              |                 |                 |              |              |  |
|  | 5           | Dalila Jakupovič | 7                | 3           | 3           |  |  |              |                 |                 |              |              |  |
|  |             | Fanny Stollár    | 5                | 6           | 6           |  |  |              | Fanny Stollár   | Fanny Stollár   | 60           | r            |  |
|  | WC          | María Paz Ospina | María Paz Ospina | 2           | 2           |  |  | 8            | Marina Stakusic | Marina Stakusic | 7            |              |  |
|  | 8           | Marina Stakusic  | Marina Stakusic  | 6           | 6           |  |  |              |                 |                 |              |              |  |

### Sezione 6
|  | Primo turno | Primo turno       | Primo turno       | Primo turno | Primo turno |  |  | Ultimo turno | Ultimo turno      | Ultimo turno      | Ultimo turno | Ultimo turno |  |
|  |             |                   |                   |             |             |  |  |              |                   |                   |              |              |  |
|  | 6           | Carol Zhao        | Carol Zhao        | 3           | 65          |  |  |              |                   |                   |              |              |  |
|  |             | Varvara Lepchenko | Varvara Lepchenko | 6           | 7           |  |  |              | Varvara Lepchenko | Varvara Lepchenko | 64           | 4            |  |
|  |             | Ana Sofía Sánchez | Ana Sofía Sánchez | 4           | 4           |  |  | 11           | Anca Todoni       | Anca Todoni       | 7            | 6            |  |
|  | 11          | Anca Todoni       | Anca Todoni       | 6           | 6           |  |  |              |                   |                   |              |              |  |